# Brachytarsophrys intermedia
Brachytarsophrys intermedia és una espècie de granota que viu a Vietnam i, possiblement també, a Cambodja i Laos.
Està amenaçada d'extinció per la pèrdua del seu hàbitat natural.